# Poortje Meyershof
Het poortje van het Meyershof werd in 1661 opgericht in de Nederlandse stad Deventer.

## Geschiedenis
Aan het Achter de Broederen (letterlijk achter de Broederenkerk) stond in de vijftiende eeuw het Nieuwe Haverhuis, waar kooplieden de haver die zij niet op de markt hadden kunnen verkopen tijdelijk konden opslaan. In 1418 werd het pand door Johan Marckquart en Byele Bollen ingericht als gasthuis. In 1455 werd een nabijgelegen pand aangekocht van de weduwe van Arent Meyer. De gasthuisbewoners verhuisden naar het nieuwe pand, dat bekend werd als Meyershof.
Het poortje van het Meyershof dateert volgens het opschrift uit 1661. In 1850 werd het gasthuis ondergebracht bij het Oude Vrouwenhuis. Twee jaren later werden de panden aan het Achter de Broederen verkocht. In 1967 werd het voormalig Meyershof gesloopt voor de aanleg van het Broederenplein. De poort werd opgeslagen op de gemeentewerf en in 1968 als rijksmonument opgenomen in het Monumentenregister. In 1971 werd hij, in het kader van het herstel van het Bergkwartier, herplaatst in het straatje naast de Bergkerk.

## Beschrijving
De classicistische poort heeft een geprofileerde boog met sluitsteen, en bladmotieven in de zwikken. In het driehoekig fronton is een cartouche geplaatst met de letters BB aan weerszijden van een huismerk. Het opschrift op het fries luidt: 

A° · 1661 · MEYERS · HOFF

## Afbeeldingen

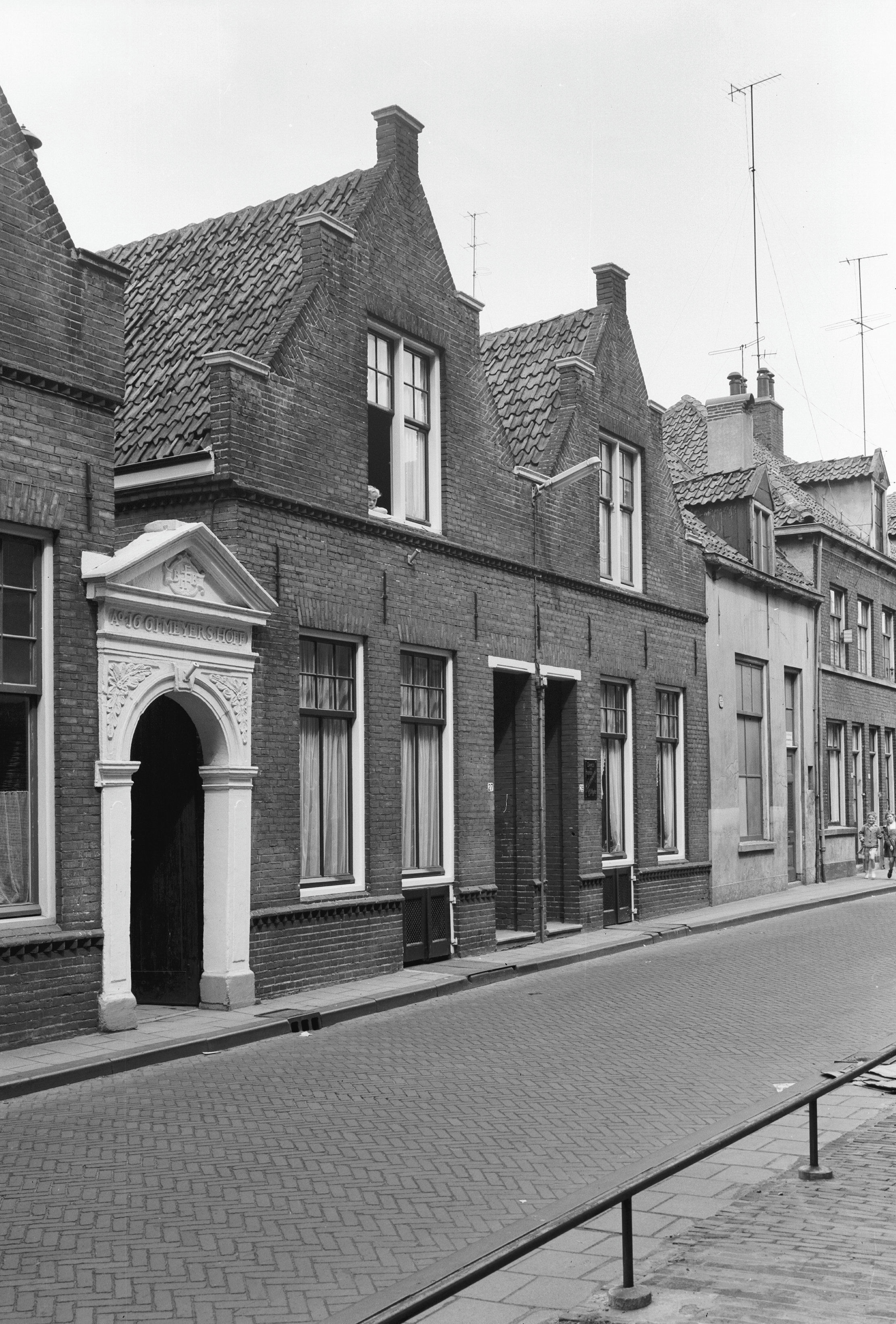
Op de oude locatie
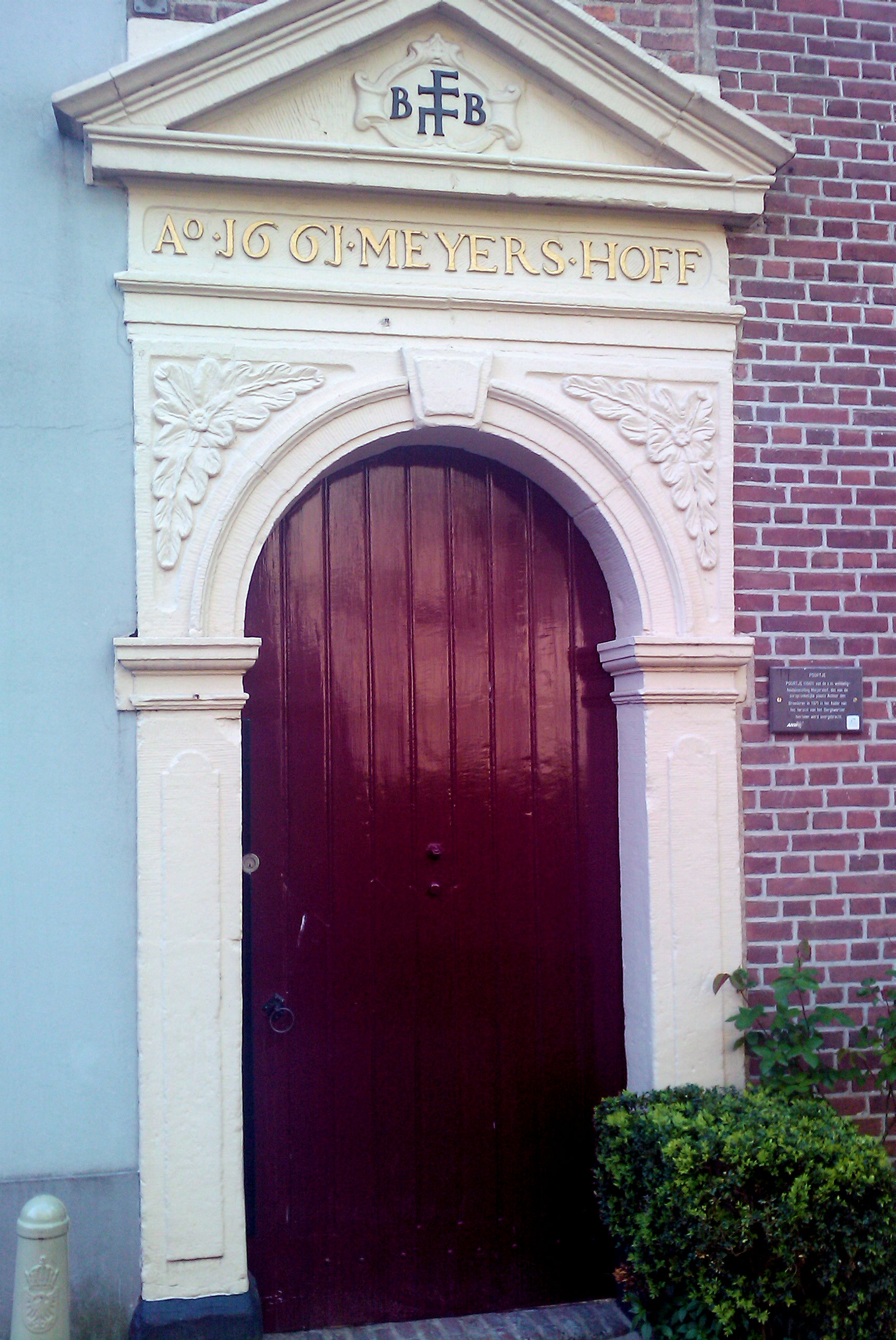
Na restauratie op de nieuwe locatie